# Guzaarish
Guzaarish (गुजारिश trans. Sol·lícitud) és una pel·lícula de drama romàntic en hindi del 2010 escrita, composta i dirigida per Sanjay Leela Bhansali. La pel·lícula és protagonitzada per Hrithik Roshan i Aishwarya Rai Bachchan, mentre que Shernaz Patel, Aditya Roy Kapur, Monikangana Dutta, Suhel Seth, Swara Bhaskar i Makrand Deshpande representen papers fonamentals. Està produït conjuntament per Bhansali i UTV Motion Pictures. Sudeep Chatterjee es va ocupar de la fotografia i el muntatge va ser realitzat per Hemal Kothari.
La pel·lícula narra la història d'un mag paralític convertit en jockey de ràdio que presenta una petició al tribunal demanant permís per acabar amb la seva vida. La pel·lícula es va estrenar el 19 de novembre de 2010 amb crítiques positives de la crítica, que van elogiar la direcció, la fotografia i les actuacions, especialment de Roshan i Rai. Es creu que és la millor actuació de la carrera de Roshan, subestimada però crucialment, per la seva forta representació emocional del personatge. No obstant això, el veterà escriptor indi Dayanand Rajan va afirmar que la trama de la pel·lícula va ser plagiada a partir de la seva novel·la inèdita Summer Snow.
Guzaarish és la tercera pel·lícula que fa Roshan al costat de Rai després de Dhoom 2 i els actors de Jodhaa Akbar, en particular Roshan i Rai nominats al Filmfare Award al millor actor i Filmfare Award a la millor actriu, respectivament, així com premis de la crítica i populars en altres funcions.

## Trama
Ethan Mascarenhas és un antic mag que és tetraplègic. Es converteix en el jockey de ràdio d'una emissora de FM anomenada Radio Zindagi. El seu espectacle difon màgia, esperança i rialles a través del seu enginy i humor irreprimibles a tots els oients i a tots els que truquen, fent difícil imaginar que es tracta d'un home que ha estat immobilitzat amb una lesió a la columna els darrers catorze anys. La seva infermera, Sofia D'Souza, l'acompanya des de fa dotze anys.
En el catorzè aniversari del seu accident, Ethan decideix presentar una apel·lació al tribunal per assassinat per misericòrdia. Ethan demana l'ajuda del seu millor amic i advocat, Devyani Dutta, per donar suport a la seva apel·lació. Devyani entén l'apel·lació d'Ethan i accepta el seu raonament i decideix donar-li suport en la seva causa. Sorprenent a tothom amb la seva postura, la mare d'Ethan, Isabel Mascarenhas, també li dona suport en la seva petició, donant suport a la demanda del seu fill. El metge d'Ethan, el Dr. Nayak, que l'ha persuadit constantment perquè retractés el seu cas, finalment cedeix a l'apel·lació d'Ethan quan s'adona que l'amic que hi ha en ell és molt més fort que el metge. Mentrestant, un jove anomenat Omar Siddiqui entra a la vida d'Ethan per aprendre màgia d'ell, ja que el considera el més gran dels mags. Impressionat pel seu amor per la màgia, Ethan accepta transmetre el seu llegat a l'Omar. Més tard, l'Omar li confessa a Ethan que és fill de Yassar Siddiqui, que resulta ser el responsable de provocar l'accident d'Ethan. Ethan ho sabia tot el temps, però aquesta no era la manera de passar el seu llegat a l'Omar.
El dia del veredicte, la petició d'Ethan és rebutjada pel tribunal, dient que el codi legal del país no es pot violar en cap circumstància. Ethan passa el seu temps sol a la seva casa buida, mentre que Sofia és presa pel seu marit. Quan la Sofia torna, li confessa a Ethan que es va a divorciar i li diu que ajudarà amb la seva eutanàsia, siguin quines siguin les conseqüències, ja que Ethan significa més per a ella. En escoltar les seves paraules, l'Ethan s'adona de com la Sofia l'estima. Ell li proposa i la Sofia accepta.
Ethan organitza una festa de comiat per als seus amics i convidats, on l'Ethan parla de tots aquells que han significat molt per a ell i finalment explica a tothom sobre l'amor seu i de Sofia. Ethan diu que es morirà com un home feliç sense remordiments i amb el cor ple de l'amor de Sofia, i s'acomiada de tots. Amb aquestes paraules, tots els convidats l'abracen, amb Ethan rient de cor.

## Repartiment
- Hrithik Roshan com Ethan Mascarenhas
- Aishwarya Rai Bachchan com a Sofia D'Souza/Sofia Ethan Mascarenhas
- Shernaz Patel com a Devyani Dutta
- Aditya Roy Kapur com a Omar Siddiqui
- Suhel Seth com el Dr. Nayak
- Nafisa Ali com la mare d'Ethan/Isabelle
- Rajit Kapur com a fiscal, Vipin Patel
- Vijay Crishna com a jutge Rajhansmoni
- Monikangana Dutta com Estella Francis
- Makrand Deshpande com a Neville D'Souza, el marit de Sofia
- Swara Bhaskar com a Radhika Talwar, corresponsal de notícies
- Ash Chandler com a Yasser Siddiqui
- Priyanka Bose com a cantant al bar
- Achint Kaur com a Saroj, presentador de notícies
- Olivier Lafont com el pare Samuel
- Sahil Shah com a estudiant al telèfon

## Producció

### Desenvolupament
"He viscut el dolor d'enfrontar-me a l'aïllament del fracàs després de Saawariya. Va ser el moment més dur de la meva vida. De sobte, tothom va desaparèixer, i això incloïa la gent que havia treballat amb mi. "Saawariya durant dos anys. A causa del patiment, vaig començar a interessar-me seriosament en el tema de l'assassinat per misericòrdia. Vaig començar a llegir tant com era possible sobre el tema. La meva investigació va demostrar que l'assassinat per misericòrdia estava prohibit per llei a molts països, inclosa l'Índia. Gairebé un any d'estudiar el tema supersensible, vaig concloure que tot ésser humà hauria de tenir dret a morir amb dignitat. El dolor i el sofriment i la dignitat amb què els vaig suportar em van impulsar a fer una pel·lícula sobre l'assassinat per misericòrdia". 
Bhansali va parlar per primera vegada als mitjans de comunicació sobre la seva propera empresa de director, quan va concedir una entrevista al Servei de Notícies Indoasiàtic (IANS). En l'entrevista va dir que havia decidit anomenar la seva pel·lícula, Guzaarish, que es rodaria a Goa.

### Càsting
Bhansali buscava una parella madura per a la representació dels seus papers principals a Guzaarish. Després de veure les seves pel·lícules Dhoom 2 i Jodhaa Akbar, ambdues protagonitzades per Rai i Roshan, Bhansali va decidir que la parella desprenia una dignitat i elegància molt necessàries per a la seva pel·lícula. Tot i que la Rai havia acceptat el guió sense ni tan sols llegir-lo, Roshan en canvi era a punt per dir que no a la pel·lícula. Amita Sehgal, directora de càsting, va contractar altres actors com Shernaz Patel, Vijay Crishna, Nafisa Ali, Aditya Roy Kapur i Suhel Seth. Makrand Deshpande va ser reclutat per interpretar un important cameo de tres minuts a la pel·lícula a proposta d'Hrithik Roshan. Bhansali va dir que sempre havia volgut treballar amb Roshan durant molt de temps, ja que estava impressionat per la seva sinceritat com a actor. Va afegir que el guió de Guzaarish li va donar l'oportunitat de fitxar-lo. Sobre la protagonista, Aishwarya Rai, va dir que el paper se li adaptava a la perfecció i, tot i que hauria acceptat la seva oferta, era important que un actor estigués convençut del que està fent. Bhansali va declarar que si algun dels repartiments principals s'hagués negat a signar, no hauria fet Guzaarish. Més tard va dir que la pel·lícula només era possible si Hrithik i Aishwarya hi haguiessibn actuat.

### Obres de preproducció
Abans de començar el rodatge de Guzaarish, Bhansali va visitar Ajmer Dargah a Rajasthan per buscar benediccions. Bhansali també va conèixer la llegenda cantant Lata Mangeshkar, a qui havia revelat que era la font d'inspiració per ell, per buscar la seva benedicció abans de començar completament a filmar Guzaarish. Durant la reunió, Mangeshkar va dir que era una gran fan de les pel·lícules de Bhansali i que va tenir la sort de ser la font d'inspiració darrere d'una pel·lícula d'un director tan talentós. Ella va dir als membres dels mitjans de comunicació que "... Fins i tot jo havia sentit que fa que els seus cantants escoltin les meves cançons una vegada i una altra abans de fer-los cantar. Sempre he estat un gran fan de les pel·lícules de Sanjay, especialment Black. Recordo haver vist els Filmfare Awards l'any de Black. Cada vegada que s'anunciava les nominacions, pregava perquè guanyés Black. I així ho va fer. Si sóc una font d'inspiració per ell, em considero afortunada". Bhansali va admetre amb franquesa que tenia molta por de trobar-se amb Lata ja que "...un no confraternitza amb el seu déu". Va afegir que un cop va arribar a casa seva, ell "... només volia seure i mirar-la. Em vaig adonar en persona que ella és tan màgica com ho és en el seu cant. Hi ha alguna cosa d'un altre món en ella, una qualitat que tinc" no he trobat en ningú més a la meva vida".
Com totes les seves pel·lícules, Bhansali va preferir rodar en un estudi. Bhansali diu: "M'agrada construir decorats i després il·luminar-los. És una part de la meva història. La meva història necessita un ambient i m'agrada crear aquest ambient". Per tant, va triar Filmcity, Bombai per rodar la pel·lícula. Abans de començar el rodatge real, Hrithik Roshan va passar temps amb molts pacients per entendre millor el seu paper i endinsar-se en la pell del seu personatge. Va revelar que solia ".. passar sis hores amb els pacients, inicialment un cop a la setmana i després un cop al mes. Abans anava a entendre què passen, què pensen, quines són les seves necessitats. M'han ensenyat. moltes coses. Així que si m'he beneficiat tant d'aquesta experiència, estic segur que quan la gent vegi la pel·lícula i entengui el personatge, aprendrà molt".
Com que el personatge de Roshan era un paraplègic, Bhansali volia donar-li un aspecte natural. Per tant, el director li va indicar que no es dediques als seus entrenaments habituals, ja que no pot semblar en forma a la pel·lícula, per donar tocs d'autenticitat al seu personatge. La pel·lícula està ambientada a Goa i, per tant, Bhansali volia donar un toc portuguès als seus fotogrames. Sumit Basu, el director d'art, va crear Ethan's House a Mehboob Studio amb un sabor molt espanyol/portuguès i l'auditori per a actes de màgia, la sala de tribunals, Martin's Bar a Yash Raj Studio. Bhansali va contractar Sabhyasachi Mukerjee com a dissenyador de vestuari, qui havia treballat a Bhansali a Black. Mukherjee havia treballat anteriorment a la pel·lícula Raavan amb Aishwarya Rai el mateix any.
El maquillador, Ojas M. Rajani va ser contractat per fer el maquillatge d'Aishwarya Rai per a la pel·lícula.

### Rodatge
El rodatge de la pel·lícula va començar el 29 de juliol de 2009 a Mehboob Studio, Bombai. Es va anunciar que la primera programació es rodaria al juliol i l'agost per capturar la melodia del monsó i el romanç del lloc. Cal destacar que Bhansali va tornar a Goa després de la seva primera pel·lícula, Khamoshi: The Musical per filmar una pel·lícula. Durant el primer dia de rodatge, es va assegurar que la seva mare fos present al plató. Les fonts van revelar que la seva mare era la seva raó per fer pel·lícules i "... és imprescindible que hi estigués present." Hrithik Roshan joined the crew on 22 July. Aishwarya Rai es va unir a la tripulació durant la part inicial d'agost després d'acabar el rodatge de Raavan/Raavanan. A la pel·lícula es va utilitzar una cadira de rodes modernitzada amb control remot feta especialment per encàrrec per al paper d'Ethan Mascarenhas.
La següent sessió a l'aire lliure de la pel·lícula es va fer a Panjim. Els actors principals es van allotjar al Taj, Goa. Durant el rodatge del dia a Divar, el camp base de la unitat es trobava a la casa d'un anglès Jan Bostock a l'illa de Divar, al costat de Panjim, durant 4-5 dies. Pel que sembla, el cineasta, conegut pel seu caràcter temperat, va llençar els fulls de continuïtat d'una de les escenes que s'estaven rodant mentre rodava als afores de Goa quan un dels seus assistents de direcció va cometre el mateix error dues vegades. Hrithik Roshan va cantar una cançó hindi a la pel·lícula, després d'intentar reproduir-la cantant a la seva pel·lícula anterior Kites, en què havia interpretat una cançó en anglès. El mateix Bhansali va entrenar personalment a Roshan per a la cançó. Tot i que el director havia fet enregistrar el tema per un altre cantant perquè el rodatge a Goa pogués continuar sense interrupcions, en cas que Roshan no pogués completar la seva gravació, la seva versió finalment es va gravar després de quatre o cinc preses. Roshan va dir més tard en una entrevista que "Bhansali es va sorprendre molt en escoltar-lo."
Durant el rodatge de la pel·lícula, Bhansali també va coreografiar algunes de les cançons. A vegades ballava als platós de Guzaarish per deixar clars els moviments als seus actors. Moltes vegades ell mateix va ballar per transmetre els passos que tenia en ment. Això va sorprendre la majoria de la seva tripulació. Pony Verma, que va ser el coreògraf de la majoria de les cançons de la pel·lícula, va revelar que tan bon punt Bhansali concebés una cançó, li hi enviaria i després també la cantaria a ella. Durant el rodatge de la cançó, un cantant i un guitarrista eren als platós. La coreografia va tenir lloc amb l'acompanyament de guitarra i cantant en directe. Segons Verma, aquesta nova manera de funcionar havia potenciat l'atractiu de la cançó. Va afegir que quan "... la cançó es toca en directe, en captes molt. També va reconèixer els esforços de l'actriu principal Aishwarya Rai, amb qui va discutir freqüentment sobre el sentiment de la cançó.
La tercera programació de la pel·lícula va començar el 30 d'octubre de 2009. El gros de la programació va durar fins al gener de 2010, als Mehboob Studios de la ciutat. Deien rumors que durant el rodatge de la pel·lícula, Bhansali i Roshan foren posats en dubte sobre l'ús excessiu de l'anglès a la pel·lícula. Roshan, que en la pel·lícula anterior Kites també va ser acusada de tenir diàlegs no hindis, no va voler córrer el risc i va llegir l'atractiu de Guzaarish. Tot i que no hi va haver cap comentari cap d'ells, es va saber que el problema finalment es va solucionar. El mateix Bhansali va deixar de banda totes les especulacions dient que "... nosaltres (Hrithik Roshan i ell mateix) estàvem cantant molt feliços."
La programació final de la pel·lícula es va rodar a Yashraj Studios el 21 de febrer de 2010. Bhansali va trobar que en els altres conjunts on havia rodat la pel·lícula, sovint estava sent molestat pels convidats, la qual cosa li va impedir oferir tota la concentració que exigia la pel·lícula. Segons la tripulació "...Yash Raj Studios no només era elegant i tenia totes les instal·lacions, sinó que tampoc permet l'entrada dels hostes". Tenint en compte aquests factors, Bhansali va decidir enterrar el destral amb Aditya Chopra sobre un títol de pel·lícula i va començar a rodar als estudis. El programa incloïa una cançó de ball espontània amb Aishwarya Rai, coreografiada pel mateix Bhansali.
La cançó "Udi" va ser fotografiada durant aquesta sessió que va ser coreografiada per Longinus Fernandes, a qui Bhansali havia jutjat a Jhalak Dikhla Jaa, un popular reality show basat en la dansa. Fernandes ja era conegut pels seus treballs a Slumdog Millionaire i Jaane Tu... Ya Jaane Na. Segons ell, Bhansali "... volia fer la cançó diferent i única. Li vaig preguntar si hi podem afegir una mica d'espanyol i donar-li una sensació crua i terrosa. Li va agradar la idea, així que vam donar tot el ball. un aspecte molt rústic per tal de fer-lo el més natural possible”. El coreògraf va afegir que la seqüència de ball era molt diferent, ja que el públic mai havia vist a Rai fent aquests passos. Es va enganyar a l'actriu principal dient que ballava com un somni. Longinus va dir en una entrevista que "... no li va trigar gaire a aprendre el ball, però sí que li va costar un temps perfeccionar-lo i entrar en l'estat d'ànim del personatge". En una entrevista, Sanjay Leela Bhansali va dir que a la cançó Udi, " ..Amb tan poques paraules Sofia aconsegueix dir tant. Va ser el meu homenatge al personatge de Waheeda Rahman a Guide."En una seqüència de la pel·lícula, explica l'Ethan a l'Omar, que la primera màgia que havia fet va ser per a la seva mare. Bhansali va dir que s'inspira en els dies de la seva infantesa. Com que el personatge de Roshan, Ethan, interpreta a un mag a la part inicial de la pel·lícula, es va contractar un mag ucraïnès per ensenyar-li trucs de màgia, després d'una llarga recerca d'un mag professional. Les acrobàcies màgiques realitzades per Roshan i Monikangana Dutta es van formar. la part principal de la pel·lícula rodada a l'últim programa.
Entre les moltes acrobàcies rodades hi havia una seqüència particular en la qual Roshan havia de ballar utilitzant una gran bola transparent com a propietat. L'actor va dir que havia entrenat el més dur per practicar spin en una de les seqüències de ball. Roshan va dir: "Vaig entrenar durant un mes. No va ser una peça llarga de dansa, però hi havia molt ballet de jazz on em van obligar a girar, ja que tinc una pilota a la mà i estic jugant amb ella a més de ballar. Cap de les meves cançons fins ara no ha tingut cap efecte perquè sóc molt dolenta en això." Al director de fotografia de la pel·lícula Sudeep Chatterjee se li va demanar que interpretés el guió completament perquè Bhansali també pogués entendre la seva percepció. Elogiant el seu director per ser molt obert i cooperatiu, Chatterjee va reconèixer en una entrevista sobre la inclinació de Bhansali pels espais tancats. Va dir que el seu principal repte era fer que les escenes semblin diferents encara que el protagonista estigui tancat en una sola habitació. Per fer aquestes diferències, la il·luminació es va ajustar de manera que es veu l'habitació al crepuscle, a la nit, durant el dia, a primera hora del matí. La càmera sempre es va fer mòbil per contrarestar la quietud d'Ethan. Les coses lleugerament mòbils es mantenien deliberadament sempre al voltant d'Ethan com una cortina que es mou, una peixera a la tauleta de nit d'Ethan que, segons el director de fotografia, es burlava de la seva quietud tot el temps
Per millorar la intensitat entre els seus personatges, Bhansali volia un punt de referència correctament intens per als sentiments i converses d'Hrithik i Aishwarya. Bhansali va dir que pensava que el sentiment de passió frustrada i la intensitat ofegada dels amants Romeu i Julieta expressaven molt bé els sentiments inexpressables dels seus protagonistes.
Quan se li va preguntar sobre la preparació que va fer per a la pel·lícula, l'actor Aishwarya Rai va dir en una entrevista que tant a ella com al director Bhansali "... els agrada caminar aleatòriament pels decorats i "sentir". De vegades m'assec en silenci i miro l'espai o el terra i ell capta tot això. De fet, la imatge del cartell amb mi mirant cap a un altre s'ha fet així. Estava mirant el terra, perdut en els pensaments profunds i ell va fer clic i em va dir que l'estava posant al seu cartell. ." "Ell sap quan estic preparat per fer una escena, quan estic en el personatge, i similars. Per exemple, vaig retardar dos dies anar al plató i no va dir res. Em va trucar al plató i va dir que ho faríem." començar a rodar d'aquí a cinc dies. El segon dia, vaig provar el pentinat, el maquillatge i la disfressa. Em va dir que estava a punt per donar la meva primera oportunitat i, de fet, ho va ser." Sobre el guió Bhansali va dir que havia treballat en el guió durant 18 mesos i va dir: "La meva pel·lícula és habitual en termes de pressupostos, repartiment i públic i vaig haver d'assegurar-me que no fes mal a ningú sinó que suscitava un debat".

### Promoció i publicitat

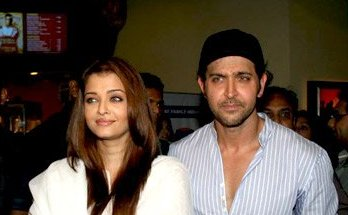
Roshan i Rai a la promoció de la pel·lícula

El primer aspecte de la pel·lícula s'havia de llançar juntament amb Dharma Productions We Are Family el 3 de setembre.Més tard, el tràiler es va retirar de We Are Family. La raó oficial donada per a l'ajornament del tràiler va ser el factor temps, ja que els productors consideraven que hi havia molt de temps abans de l'estrena de Guzaarish i, per tant, es va decidir que el primer tràiler promocional de Guzaarish sortiria als cinemes un mes. més tard amb Anjaana Anjaani de Siddharth Anand.
A causa del veredicte d'Ayodhya, l'estrena de Anjaana Anjaani també es va ajornar a l'1 d'octubre, que va veure l'estrena d'una altra pel·lícula d'Aishwarya Rai Enthiran – The Robot. La primera visualització va tenir a respostes positives. El tràiler d'1 minut i 48 segons es va centrar completament en Hrithik i Aishwarya i va ser sense diàlegs. El tràiler va ser descrit pels crítics com "... visuals delicioses, partitura de fons emocionant, vestits elaborats i emocions subestimades però intenses: la promoció té un aspecte i una sensació característics de Bhansali. Et recorda a Black, et recorda a Saawariya. Faridoon Shahryar, cap de contingut del lloc web Bollywood Hungama, va opinar que la primera mirada va ser "... pura poesia, amalgama de música mesmèrica, imatges metafòriques, un to d'humor, un entorn més gran que la realitat., i un munt de pathos". Al costat del llançament del tràiler promocional, també es van difondre oficialment a través d'Internet cartells i materials de fons que es poden descarregar. Durant el " presser", amb la presència d'Aishwarya Rai, Hrithik Roshan, Ronnie Screwvala, Aditya Roy Kapur, Monikangana Dutta, Sher Naz Patel, altres membres del repartiment i equip de la pel·lícula i el mateix Bhansali, el director va dir "... Passes per tantes coses a la vida, tantes coses de la vida no es diuen, esperança i alegria de viure, i vaig pensar que era important fer-ho. una pel·lícula que tractava un tema com aquest".
Un Bhansali nerviós, que havia trobat els mitjans després de molt de temps, va dir que tenia molta por de manipular un micròfon després de tant de temps. Va agrair al president d'UTV, Ronnie Screwvala, el seu suport implacable. Bhansali va ser titular el dia en què va dir que Aishwarya Rai era "...la seva musa, el seu jaan, i m'emociono molt quan faig una pel·lícula amb ella perquè és molt, molt especial. Algunes persones són atemporals. i Aishwarya hi serà durant 20 anys més". Sobre l'actor principal, va dir: "Mai m'ha agradat treballar amb cap altre actor tant com m'ha agradat treballar amb Hrithik.
Aishwarya Rai va dir a la premsa que "Aquesta va ser una pel·lícula molt especial per a nosaltres. Ens complau compartir aquesta obra especial amb vosaltres abans de revelar-la a la resta del món". Hrithik Roshan va compartir amb la premsa que era "... veritat que no he fet res que hagi canviat la vida. Aquesta pel·lícula ha canviat la meva visió del treball, ha canviat la meva vida. És tan bonic que d'aquí a 30 o 40 anys, miraré enrere i somriuré. He tingut l'oportunitat de fer aquesta pel·lícula."
Hrithik Roshan va explicar el seu personatge dient que era "... un súper personatge de la pel·lícula. He interactuat amb uns 20 pacients d'aquest tipus que pateixen una paràlisi completa de la meitat inferior del cos, incloses les dues cames, que és causada principalment per danys a la mèdula espinal. Són superherois de la vida real i estic representant les seves emocions a la pantalla". Roshan va dir que es va identificar amb Ethan Mascarenhas perquè, quan estava passant pel guió de Guzaarish, havia estat curant un problema al genoll i els metges li van dir que el genoll mai estarà bé. Segons Roshan, el guió "... em va donar tanta energia que no vaig estar deprimit pel meu genoll en cap moment".

## Controvèrsies
Una controvèrsia sobre l'argument de la pel·lícula es va originar quan el veterà escriptor indi Dayanand Rajan va afirmar que l'argument de la pel·lícula va ser plagiat a partir de la seva novel·la inèdita Summer Snow. La trama principal, la història d'amor, l'heroi en cadira de rodes a causa d'un accident i fins i tot l'assassinat per misericòrdia són els mateixos que a la pel·lícula. Les altres similituds inclouen un greu accident, en ambdós guions, que requereixen que el protagonista comenci a utilitzar una cadira de rodes i el presenti a la dona que el cuida –Raajan ha llançat un avís legal als productors,  UTV i Bhansali demanant-los una explicació sobre com la seva pel·lícula té tantes similituds amb la seva novel·la, però l'oficina de Bhansali es va negar a acceptar l'avís. A finals de- A l'octubre, l'advocada Aditya Dewan va presentar una LIP al Tribunal Superior de Delhi al·legant que Guzaarish promou l'eutanàsia o l'assassinat per misericòrdia, que és il·legal, i retrata la professió jurídica amb mala llum. Va exigir una exempció de responsabilitat als productors dient que l'assassinat per misericòrdia no és legal a l'Índia i que hi ha un debat sobre si es poden permetre aquestes morts. Però el cas va ser desestimat pel tribunal dient que els fets afirmats eren inadequats perquè el tribunal els apreciés i que no es pot considerar en la seva forma actual.
Una altra controvèrsia sobre la pel·lícula es va iniciar quan es va estrenar el primer avisionat de la pel·lícula que mostrava l'actor principal Aishwarya Rai fumant en un cotxe. L'Organització Nacional per a l'Erradicació del Tabac (Índia), l'organisme que treballa per a l'erradicació del tabac, va escriure a l'actor Aishwarya Rai-Bachchan expressant-li la seva preocupació per l'ús de les seves imatges fumant un cigarret a les pancartes de la pel·lícula Guzaarish mostrada per tot Bombai. El portaveu de l'organització va dir que emetria un avís legal a l'actor en virtut de les disposicions de la legislació antitabac per la suposada publicitat de fumar tabac al públic.
Després de l'estrena de la pel·lícula al novembre, Akhil Rajendra Dwivedi, un guionista, va demandar a Bhansali per 20 milions de rupies al·legant que el director va utilitzar el seu guió sense informar-lo. Dwivedi va afirmar que havia registrat el seu guió, molt semblant al de Guzaarish, el 2005 i fins i tot havia conegut Bhansali el 2008. Va afirmar que al director li havia encantat el guió i va dir que el tornaria a Dwivedi en un temps d'unes poques setmanes. Dwivedi va afirmar que Bhansali noli va tornar mai i va ser inaccessible per a Dwivedi. Salman Khan, un col·laborador proper de Sanjay Leela Bhansali, en una cerimònia de lliurament de premis Super Idols, per felicitar a persones amb capacitat especial, pel canal de televisió IBN-7, va fer fotos a Guzaarish, insinuant la seva mala col·lecció de taquilla. i va dir que "Recentment s'ha estrenat una pel·lícula, Guzaarish, ho sento! I vaig fer una pel·lícula sobre el VIH/SIDA, ni tan sols un gos va venir a veure la pel·lícula". Més tard, en el mateix esdeveniment, va dir a un dels guanyadors dels premis: "Et donaré el número de Sanjay Leela Bhansali, escriu-lo, ha fet Black, Khamoshi, ha fet moltes pel·lícules i ha guanyat un munt de diners, pot ser que no surti, però hauria de sortir." Els comentaris van sorprendre a molts, ja que Salman era un dels favorits de Bhansali i l'actor principal de la seva primera pel·lícula Khamoshi i Hum Dil De Chuke Sanam. Bhansali va reaccionar dient que "Si un amic tan antic i de confiança pot ser tan insensible, no vull tenir res a veure amb la indústria de l'entreteniment".
La història de la pel·lícula també és similar a la pel·lícula espanyola de 2004 Mar adentro, que es basava en la història real d'un mariner, Ramón Sampedro, que esdevé tetraplègic després d'un accident.

## Recepció

### Recepció crítica
La pel·lícula va rebre majoritàriament reaccions positives de la crítica. Filmfare va puntuar la pel·lícula amb un 4 sobre 5 i va escriure: "Guzaarish és sense vergonya Sanjay Leela Bhansali. En una pel·lícula on la vida mateixa és el dolent, tot és més gran que la vida, no hi ha cap sorpresa. La casa és grandiosa, els personatges encara més, les rialles són magnífiques, el dolor operístic i el tractament de tot l'anterior és colossal d'una manera ensordidora, que busca l'atenció que no deixa espai per al subtext o la imaginació." Escrivint per a NDTV, Anupama Chopra va puntuar la pel·lícula amb un 3 sobre 5 i va creure que la pel·lícula seria efectiva si l'escriptura fos més orgànica i les emocions se sentissin més autèntiques, però Bhansali mai ens dona una oportunitat per invertir en aquestes persones. Reuters va destrossar la pel·lícula per les seves actuacions exagerades i va declarar que l'actor principal Hrithik Roshan és l'única gràcia salvadora de la pel·lícula on "tota la resta, com el maquillatge d'Aishwarya Rai, sembla fals i fort, i et desanima. Les emocions, l'escenografia, els diàlegs, la barba d'Hrithik Roshan són fora d'aquest món, resideixen en algun planeta alienígena que només habita Bhansali."El revisor de The Hindu Sudhish Kamath va fer una crítica negativa a la pel·lícula i va elogiar l'actor principal Hrithik Roshan dient que "Hrithik Roshan ofereix una de les millors actuacions de la seva carrera com a home atrapat en una cadira de rodes/pel·lícula dolenta, anhel desesperat per la llibertat". Com a conclusió, va dir que Guzaarish és una "pel·lícula molt pretensiosa i avorrida amb un melodrama d'ansietat-per-la-teva-simpatia sobrant de Black i conjunts no utilitzats de Saawariya". The Times of India, que va donar una puntuació de 4,5, va esmentar que " Guzaarish és una pel·lícula inusual en molts aspectes".
El crític i columnista australià Simon Foster de Special Broadcasting Service (SBS) va donar una puntuació de 3 estrelles en la que va descriure com "un melodrama que mai diu en dues paraules el que pot dir en deu, el Guzaarish de Sanjay Leela Bhansali" equilibra el seu sentimentalisme boig amb algunes imatges ben realitzades amb un efecte commovedor i en general agradable. The Sunday Times va donar una puntuació de nou estrelles i va dir "Guzaarish és una pel·lícula sobre l'esperança, la màgia i la vida. Khaleej Times va dir: "Aquesta meravellosa obra d'art, matisada i màgica en la seva representació, tracta sobre morir. Però Ethan, interpretat per Hrithik Roshan, està tan desconcertat per l'adversitat que realment pot mirar el seu propi sofriment amb humor desapassionat." Deccan Herald va assenyalar que només un públic seleccionat pot trobar la pel·lícula atractiva dient que "les actuacions destaquen. Guzaarish podria atreure només als espectadors de Bhansali."

### Taquilla
Guzaarish va tenir una bona obertura a la taquilla, recaptant un brut net de ₹245,5 milionz (US$3.1 milions) el cap de setmana d'obertura. La pel·lícula va recollir ₹514 milions (US$6,4 milions) durant la seva primera setmana. La pel·lícula va obtenir ₹694 milions (US$8,7 milions) durant tota la seva exhibició.

## Premis
| Premi                                    | Categoria                                             | Nominat                                                  | Resultat  |
| ---------------------------------------- | ----------------------------------------------------- | -------------------------------------------------------- | --------- |
| Filmfare Awards                          | Millor director                                       | Sanjay Leela Bhansali                                    | Nominat   |
| Filmfare Awards                          | Millor actriu                                         | Aishwarya Rai                                            | Nominat   |
| Filmfare Awards                          | Millor actor                                          | Hrithik Roshan                                           | Nominat   |
| Filmfare Awards                          | Millor cantant femenina en playback                   | Sunidhi Chauhan                                          | Nominat   |
| International Indian Film Academy Awards | Millor fotografia                                     | Sudeep Chatterjee                                        | Guanyador |
| International Indian Film Academy Awards | Millor director                                       | Sanjay Leela Bhansali                                    | Nominat   |
| International Indian Film Academy Awards | Millor actor                                          | Hrithik Roshan                                           | Nominat   |
| International Indian Film Academy Awards | Millor actriu                                         | Aishwarya Rai Bachchan                                   | Nominat   |
| International Indian Film Academy Awards | Millor actriu secundària                              | Shernaz Patel                                            | Nominat   |
| International Indian Film Academy Awards | Millor guió                                           | Sanjay Leela Bhansali, Bhavani Iyer                      | Nominat   |
| Stardust Awards                          | Esrella de l’any femenina                             | Aishwarya Rai                                            | Guanyador |
| Stardust Awards                          | Estrella de l’any masculina                           | Hrithik Roshan                                           | Guanyador |
| Stardust Awards                          | Millor cantant femenina en playback                   | Sunidhi Chauhan                                          | Nominat   |
| Stardust Awards                          | Millor actuació emergent masculina                    | Shail Hada – Tera Zikr                                   | Guanyador |
| Stardust Awards                          | Millor actuació emergent femenina                     | Vibhavari Apte Joshi – Saiba                             | Guanyador |
| Stardust Awards                          | Pel·lícula de l’any                                   | Guzaarish                                                | Nominat   |
| Stardust Awards                          | Millor director de l’any                              | Sanjay Leela Bhansali                                    | Nominat   |
| Stardust Awards                          | Estrella masculina de l’any                           | Hrithik Roshan                                           | Nominat   |
| Stardust Awards                          | Estrella femenina de l’any                            | Aishwarya Rai                                            | Nominat   |
| Stardust Awards                          | Millor actriu en el repartiment                       | Shernaz Patel                                            | Nominat   |
| Stardust Awards                          | Superestrella masculina del futur                     | Aditya Roy Kapur                                         | Nominat   |
| Stardust Awards                          | Nova sensació musical femenina                        | Harshdeep Kaur (Chand Ki Katori)                         | Nominat   |
| Stardust Awards                          | Actuació destacada d'un director musical              | Sanjay Leela Bhansali                                    | Nominat   |
| Star Screen Awards                       | Millor actriu secundària                              | Shernaz Patel                                            | Guanyador |
| Star Screen Awards                       | Millor fotografia                                     | Sudeep Chatterjee                                        | Guanyador |
| Star Screen Awards                       | Millor actor                                          | Hrithik Roshan                                           | Nominat   |
| Star Screen Awards                       | Millor actriu                                         | Aishwarya Rai                                            | Nominat   |
| Star Screen Awards                       | Millor coreografia                                    | Longinus Fernandes (Udi)                                 | Nominat   |
| Zee Cine Awards                          | Millor actor (Critics)                                | Hrithik Roshan                                           | Guanyador |
| Zee Cine Awards                          | Millor actriu (Critics)                               | Aishwarya Rai Bachchan                                   | Guanyador |
| Zee Cine Awards                          | Millor direcció artística                             | Rajneesh Basu                                            | Guanyador |
| Zee Cine Awards                          | Millor director                                       | Sanjay Leela Bhansali                                    | Nominat   |
| Zee Cine Awards                          | Millor cantant femenina en                            | Sunidhi Chauhan (Udi)                                    | Nominat   |
| BIG Star Entertainment Awards            | BIG Star Most Entertaining Director                   | Sanjay Leela Bhansali                                    | Nominat   |
| BIG Star Entertainment Awards            | Actor de cinema més entretingut de BIG Star - Masculí | Hrithik Roshan                                           | Nominat   |
| BIG Star Entertainment Awards            | Actor de cinema més entretingut de BIG Star - Dona    | Aishwarya Rai Bachchan                                   | Nominat   |
| Producers Guild Film Awards              | Millor director                                       | Sanjay Leela Bhansali                                    | Guanyador |
| Producers Guild Film Awards              | Millor actor protagonista                             | Hrithik Roshan                                           | Guanyador |
| Producers Guild Film Awards              | Millor actriu protagonista                            | Aishwarya Rai Bachchan                                   | Guanyador |
| Producers Guild Film Awards              | Millor fotografia                                     | Sudeep Chatterji                                         | Guanyador |
| Producers Guild Film Awards              | Millors efectes especials                             | Prime Focus                                              | Guanyador |
| Producers Guild Film Awards              | Millor actriu en un paper secundari                   | Shernaz Patel                                            | Nominat   |
| Producers Guild Film Awards              | Millor diàlegs                                        | Bhavani Iyer & Vibhu Puri                                | Nominat   |
| BIG Star Entertainment Awards            | El director més entretingut de BIG Star               | Sanjay Leela Bhansali                                    | Nominat   |
| BIG Star Entertainment Awards            | Actor de cinema més entretingut de BIG Star - Masculí | Hrithik Roshan                                           | Nominat   |
| BIG Star Entertainment Awards            | Actor de cinema més entretingut de BIG Star - Dona    | Aishwarya Rai Bachchan                                   | Nominat   |
| BIG Star IMA Awards                      | Millor cançó visualitzada (dona)                      | Udi                                                      | Guanyador |
| 3rs Mirchi Music Awards                  | Cantant femenina de l'any                             | Sunidhi Chauhan - "Udi"                                  | Nominat   |
| 3rs Mirchi Music Awards                  | Pròxima vocalista femenina de l'any                   | Vibhavari Joshi – "Saiba"                                | Nominat   |
| 3rs Mirchi Music Awards                  | Pròxim Compositor de Música de l'Any                  | Sanjay Leela Bhansali - "Udi"                            | Nominat   |
| 3rs Mirchi Music Awards                  | Pròxim Lletrista de l'Any                             | Els difunts Jagdish Joshi i Vibhu Puri - "Keh Na Sakoon" | Nominat   |
| 3rs Mirchi Music Awards                  | Proper lletrista de l'any                             | Vibhu Puri – "Sau Gram Zindagi"                          | Nominat   |
| 3rs Mirchi Music Awards                  | Millor banda sonora de l'any                          | Tubby parik                                              | Nominat   |

Altres aclamacions
- El guió de la pel·lícula Guzaarish va ser convidat per la Biblioteca de l'Acadèmia de les Arts i les Ciències Cinematogràfiques (Oscars) per formar part de la seva col·lecció permanent de guions.[72]